# Bahrajn na Letnich Igrzyskach Olimpijskich 1988
Bahrajn na Letnich Igrzyskach Olimpijskich 1988 reprezentowało 7 zawodników, byli to sami mężczyźni.

## Skład kadry

### Lekkoatletyka
- Khaled Ibrahim Jouma
  - bieg na 100 m mężczyzn (odpadł w 1 rundzie eliminacji)

- Ahmed Hamada
  - bieg na 3000 m mężczyzn (odpadł w 1 rundzie eliminacji)

- Abdullah Al-Dosari
  - bieg na 400 m przez płotki mężczyzn (odpadł w 1 rundzie eliminacji)

### Pięciobój nowoczesny
- Ahmed Al-Doseri
  - indywidualnie – 46. miejsce

- Saleh Farhan
  - indywidualnie – 47. miejsce

- Abdul Rahman Khalid
  - indywidualnie – 51. miejsce

- Ahmed Al-Doseri
Saleh Farhan
Abdul Rahman Khalid
  - drużynowo – 14. miejsce

### Szermierka
- Ahmed Al-Doseri
  - szabla indywidualnie – 66. miejsce

- Saleh Farhan
  - szabla indywidualnie – 68. miejsce

- Abdul Rahman Khalid
  - szabla indywidualnie – 69. miejsce

- Ahmed Al-Doseri
Saleh Farhan
Abdul Rahman Khalid
Khalifa Khamis
  - szabla drużynowo – 16. miejsce